# Cinturão golpista

Países africanos que tiveram golpes de Estado bem-sucedidos entre 2020 e 2023.

Cinturão golpista (em inglês:  Coup Belt, em francês:  ceinture de coup d'État) é um neologismo geopolítico moderno para descrever a região da África Ocidental e do Sahel que tem uma alta prevalência de golpes de Estado.
O termo originou-se devido aos diversos golpes realizados nos países da região, como na Guiné, no Mali e no Sudão em 2021, dois em Burkina Faso em janeiro e em setembro em 2022, e no Níger em 2023. A região também foi palco de tentativas de golpe no Níger e no Sudão em 2021, na Guiné-Bissau e em Gâmbia em 2022 e no Sudão em 2023.
Após o golpe de 2023 no Níger, esses países formaram uma cadeia contínua que se estende entre as costas leste e oeste da África.

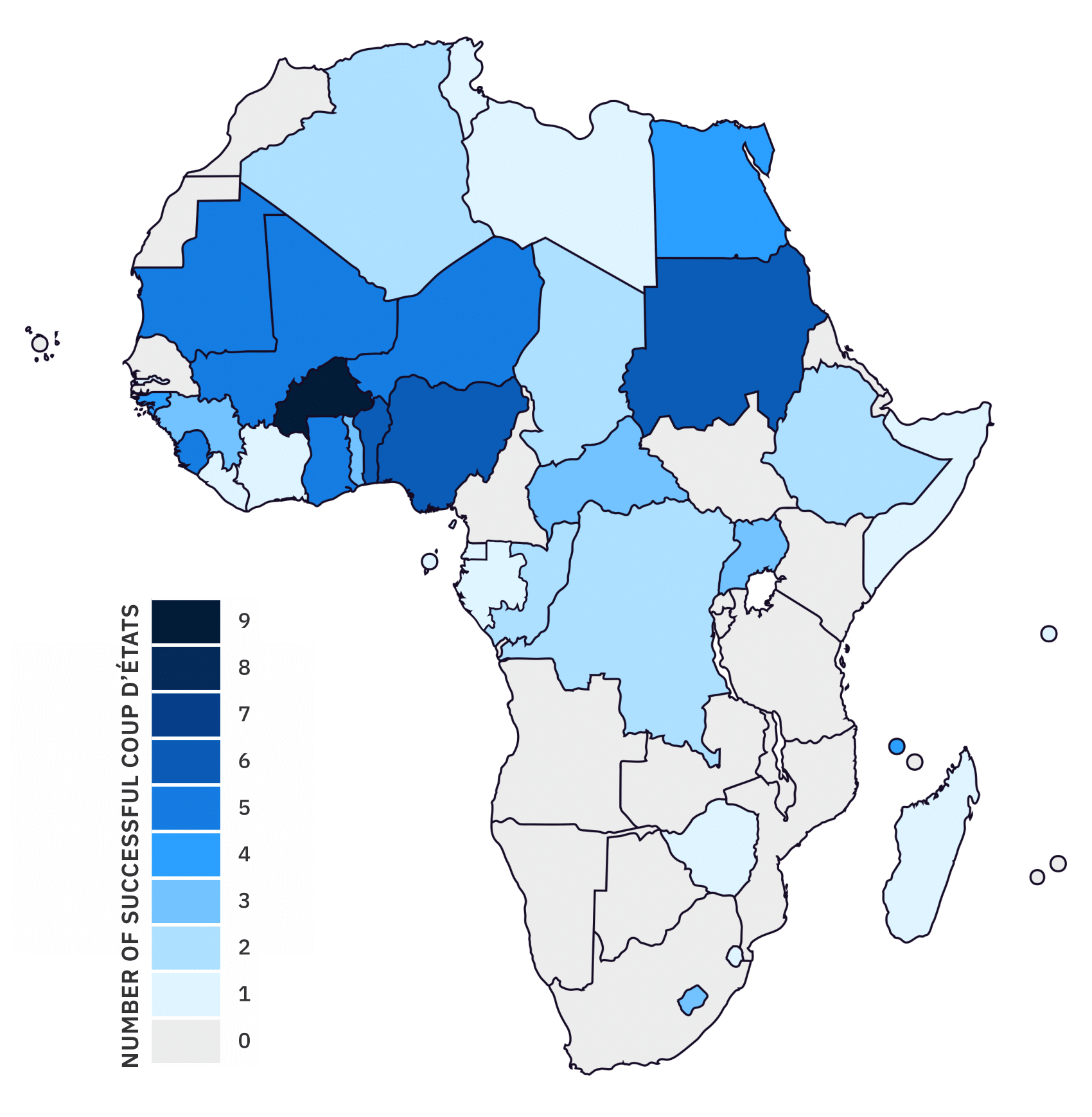
O número de golpes de Estado bem-sucedidos na África pós-colonial (em 1 de agosto de 2023)

A CEDEAO tem tentado trabalhar ativamente na mudança deste rótulo que está associado à região, embora sem sucesso; eles suspenderam o Mali após o golpe em 2021, a Guiné também foi suspensa em 8 de setembro de 2021, logo após um golpe militar ocorrido no país.
Os golpes tiveram natureza similar; a maioria veio de militares insatisfeitos que criticaram a maneira como seus respectivos governos lidaram com insurgentes islamistas  ou protestos. As novas juntas também tendem a ter relações piores com o Ocidente, com muitas buscando apoio da Rússia e do Grupo Wagner em vez da França, que ajudou os países a lutar contra os insurgentes islamistas por meio da Operação Barkhane.